# Noël Séka
Noel Seka (Allahé, 3 de setembro de 1984) é um futebolista beninense que atua como defensor.

## Carreira
Noel Seka representou o elenco da Seleção Beninense de Futebol no Campeonato Africano das Nações de 2008.